# Красовська Олена Анатоліївна
Олена Анатоліївна Овчарова-Красовська (17 серпня 1976, Київ) — українська легкоатлетка, призерка Олімпійських ігор. Багаторазова чемпіонка України. Член збірної команди України (1995–2009). Майстер спорту міжнародного класу (1995), заслужений майстер спорту України (2004). 
Від 2012 – старший офіцер по роботі з особовим складом спортивної команди внутрішніх військ МВС України.
Олена Красовська тренувалася в спортивному товаристві «Динамо» в Києві.
Олімпійську медаль вона виборола на афінській Олімпіаді в бігу на 100 метрів з бар'єрами.

## Навчання
Закінчила Національний університет фізичного виховання і спорту України (Київ, 2002). 

## Нагороди і досягнення
- Чемпіонка і рекордсменка Європи серед юніорів на дистанції 100 м, місто Ніредьгаза, 1995 рік. (12,88 сек. – досі не перевершено)
- Бронзова медаль - чемпіона Європи в приміщенні на дистанції 60 м у місті Ґент, 2000 рік.
- Срібна медаль - чемпіонат Європи на дистанції 100 м у Мюнхені, 2002 рік.
- Срібна медаль - 28 Олімпійські ігри у Афінах, 2004 рік.
- Переможниця Кубка Європи на дистанції 100 м, м. Бидґощ, 2004 рік.
- Бронзова медаль - командний чемпіонат Європи на дистанції 100 м у Лейрії, 2009 рік.

Була учасницею 26-х (м. Атланта, США, 1996) та 27-х (м. Сідней, Австралія, 2000) Олімпійських ігор на дистанції 100 м. 
- Орден княгині Ольги 3-го ступеня (2004).